# 高歸彥
高歸彥（？—562年9月11日），字仁英，南北朝北齊神武帝高歡的族弟，為高真之孫。其父高徽與高歡舊恩甚篤，其後高歡在高徽死後贈司徒，諡號「文宣」。其兄為龍驤將軍高歸義，死後贈侍中、驃騎大將軍、儀同三司、雍州刺史。

## 生平

### 早年
高歸彥是父親高徽早年在長安與婦人王氏私通所生的私生子。在高歸彥九歲時，高歡平定京洛，派人將他接到洛陽，交由高岳（高歸彥族兄）撫養。高岳見高歸彥年幼，又嫌棄他是私生子，便對他非常刻薄，高歸彥對此懷恨在心。
後來，高歸彥擔任驃騎大將軍、開府儀同三司、徐州刺史、安喜縣男。添居高位後，他一改幼時質樸之性，開始放縱自我，喜好聲色，終日酣歌。

### 總領禁衛
天保元年（550年），文宣帝高洋建立北齊，封高歸彥為平秦王。後因討伐侯景之功，別封長樂郡公，加領軍大將軍。天保六年（555年），高歸彥聖眷日隆，又一直都對高岳懷恨在心，便時不時向文宣帝進讒，使得文宣帝逐漸疏遠高岳之餘，最終命他鴆殺高岳。
天保九年（558年），高歸彥擔任尚書左僕射。 天保十年（559年），高洋病逝，太子高殷繼位，高歸彥與楊愔等人受遺詔輔政。乾明元年（560年），高歸彥出任司徒。
不久，高殷由晉陽前往鄴城。楊愔宣布敕命，將五千士兵留在西中，暗防有變。當時，高歸彥總領禁衛，直到高殷到達鄴城五日後，方才知道這道赦命，因此暗中怨恨楊愔。
後來，楊愔、燕子獻欲除掉常山王高演、長廣王高湛，問計於高歸彥。高歸彥假裝高興，請他們與高元海商量。高元海表示答應，但內心卻很不情願，便派人告知高湛。高湛於是誅殺楊愔、燕子獻等人。
當時，高演欲進云龍門，被都督成休寧拒於門外，後在高歸彥的曉諭下，方才進入，又用相同的方法進入柏閣、永巷。不久，高演繼位，是為孝昭帝，對高歸彥更加禮遇，封他為司空、尚書令，位列平原王段韶之上。
太寧元年（561年），高演駕崩，高歸彥親自到晉陽迎接長廣王高湛。不久，高湛繼位，是為武成帝，加封高歸彥為太傅、司徒，允許他帶衛士三人佩刀入宮。高歸彥所至之處，舉座傾倒，滿朝貴戚都爭相與其交結。
當時，高歸彥位居將相，志得意滿，出言傲慢，旁若無人。人們都認為他威權震懾天子，必會成為國家的禍亂。高湛也想起他以前反覆無常的事蹟，對他漸漸疏遠。高元海、畢義雲、高乾和等人多次揭發他的過錯。

### 外放冀州
河清元年（562年），高湛讓魏收起草詔書，欲加封高歸彥為右丞相。魏收道：“陛下以右丞相的身份即皇帝位，如今高歸彥威名太盛，怎能再任命他為丞相。”高湛便任命高歸彥為太宰、冀州刺史，並敕令侍衛不准高歸彥入宮。
當時，高歸彥在家縱酒豪飲，對此事絲毫不知。次日，高歸彥入朝，到了宮門口方知自己已被外放，大驚之下退回家中。等高歸彥通名謝恩之時，高湛早已將敕令發出，還讓武職官員全部去為他送行，並賞賜錢帛等。

### 謀反
高歸彥到冀州後，心中不安，便想在高湛前往晉陽之時，趁機率軍入鄴城。郎中令呂思禮向朝廷告發，武成帝便命大司馬段韶、司空婁睿討伐高歸彥。高歸彥通過私設的驛站得知這一消息，便閉城堅守，並殺死不願造反的長史宇文仲鸞等人，自稱大丞相，領兵四萬謀反。
不久，朝廷軍隊逼近冀州，高歸彥登城大叫道：“孝昭皇帝剛剛駕崩時，六軍百萬之眾都歸我指揮，我卻到鄴城奉迎陛下即位。當時沒有造反，今天難道會有二心？只因高元海、畢義雲、高乾和欺矇聖上，妒恨忠良，我只要殺了這三個人，立即自刎謝罪。”後來，冀州城破，高歸彥單馬北逃，在交津被擒獲，送往鄴城。高湛命趙郡王高叡私下詢問他謀反的原因，高歸彥道：“讓那些小兒牽制我，我為何不反？”高叡問道：“你指的都是誰？”高歸彥答道：“高元海、高乾和，難道是朝廷中的老臣？像趙家老公（趙彥深），我怎麼會對他心懷怨恨？”
高湛又派使者前去指責，高歸彥道：“高元海接受畢義雲的房宅，任命他為本州刺史，給後部鼓吹儀仗。我身為藩王、太宰，卻沒有得到鼓吹，所以要殺高元海、畢義雲才能解恨。”高湛命劉桃枝將他押入宮中，高歸彥仍舊這麼說，並乞求活命。
高湛命大臣議定高歸彥之罪，都認為不可赦免。高湛便將高歸彥關在沒有帷蓋的車子上，讓他口中銜枚，並蒙住他的臉，還命劉桃枝站在車上，用刀架著高歸彥的脖子，後面讓人擊鼓跟隨。高歸彥與子孫十五人都被斬首棄市。

## 石角典故
高洋在位時，曾到武庫中挑選兵器賞賜大臣，將北魏時因山崩而得的兩個石角賞賜給高歸彥，並對他道：“你幫高演做事時不會造反，幫高湛做事的時候一定會造反。造反的時候，可拿此角嚇唬人！”高歸彥的額骨有三道隆起，戴著頭巾很不舒服。高洋非常生氣，用馬鞭抽打他的額頭，打得他血流滿面，大罵道：“你以後造反，這種額骨也可以嚇人啊！”後來，這些竟都應驗了。

## 关系
|        |        |        |        | 高湖   |        |  |  |        |        |        |        |        |        |  |  |  |  |
|        |        |        |        |        |        |  |  |        |        |        |        |        |        |  |  |  |  |
|        |        |        |        | 高真   |        |  |  |        |        |        |        |        |        |  |  |  |  |
|        |        |        |        |        |        |  |  |        |        |        |        |        |        |  |  |  |  |
|        |        |        |        | 高徽   |        |  |  |        |        |        |        |        |        |  |  |  |  |
|        |        |        |        |        |        |  |  |        |        |        |        |        |        |  |  |  |  |
|        |        |        |        |        |        |  |  |        |        |        |        |        |        |  |  |  |  |
| 高歸義 | 高歸義 | 高歸義 | 高歸義 | 高歸義 | 高歸義 |  |  | 高歸彥 | 高歸彥 | 高歸彥 | 高歸彥 | 高歸彥 | 高歸彥 |  |  |  |  |
| 高歸義 | 高歸義 | 高歸義 | 高歸義 | 高歸義 | 高歸義 |  |  | 高歸彥 | 高歸彥 | 高歸彥 | 高歸彥 | 高歸彥 | 高歸彥 |  |  |  |  |
| 高普   |        |        |        |        |        |  |  |        |        |        |        |        |        |  |  |  |  |

## 延伸阅读
[在维基数据编辑]
 《北齊書/卷14》，出自李百药《北齊書》
 《北史·卷051》，出自李延壽《北史》